# Elizabethtown, North Carolina
Elizabethtown är administrativ huvudort i Bladen County i North Carolina. Elizabethtown hade 3 583 invånare enligt 2010 års folkräkning.